# Жорди Алба
Жорди Алба Рамос (кат. Jordi Alba Ramos; Лоспиталет де Љобрегат, 21. март 1989), познатији као Жорди Алба, је шпански фудбалски репрезентативац, који тренутно наступа за Интер Мајами. Пре је наступао за Валенсију и Барселону. За Шпанију наступа од 2011. године и одиграо је 70 мечева и постигао 8 голова. Игра на позицији левог бека. Био је изабран у најбољи тим Европског првенства 2012.

## Клупска каријера

### Почетак
Алба је почео своју каријеру у Барселони као лево крило, али је 2005. године избачен из клуба као превише низак играч. Затим се придружио суседној Корнељи и после две године постао играч ФК Валенсија где је завршио фудбалско образовање. Након што је помогао резервном тиму Валенсије Местаљи добио је промоцију за четврти ниво система шпанске лиге 2007. Алба је следеће сезоне одиграо прву професионалну утакмицу за клуб Тарагона

## Валенсија
Жорди је први пут наступао за Ла лигу у белом дресу Валенсије 13. септембра када је његов клуб победио резултатом 4-2 против Реал Валадолида. Затим је наступао заЛигу шампиона против Лила и Прага (Обе утакмице одигране су завршиле су се изједначеним резултатом 1-1). У Валенсији су уследиле повреде одбрамбених играча прве поставе и Алба је добио прилику да игра на позицији левог бека у периоду од 2009. до 2010. године. Као леви бек је 11. априла 2010. године дао Висенте Калдерон стадиону први гол за Валенсију у изгубљеној утакмици против Мајорке резултатом 2-3.
У 2010. години са тренером Унајием Емеријем, Алба се борио за место у првој постави са Жеремијем Матјуем.

### Барселона
Дана 28. јуна 2012. Алба је потписао петогодишњи уговор са Барселоном за чији је трансфер плаћено 14 милиона евра. Први пут је наступао за овај клуб 19. августа, играјући пуних 90 минута у победи код куће против Реал Сосијадеда, Алба свој први гол за црвено-плаве даје 20. октобра 2012. године на утакмици против Депортива, која се завршила победом за Барселону 5-4, са Албиним голом као последњим на утакмици. У следећој утакмици против Селтика, Жорди у 93. минуту налази мрежу и даје гол за тријумф 2-1.
Дана 12. марта 2013. Барселона побеђује резултатом 5-0 године против Милана. Алба даје свој 5 гол после губитка 2-0, што је допринело повратку његовог тима у даљи ток такмичења. Завршио је својих првих пет година у овом клубу освојивши Лигу шампиона. 2. јуна 2015. године Алба је потписао нови петогодишњи уговор са Барселоном и цена играча подигла се на 150 милиона евра. Четири дана касније, Жорди помаже свом клубу да освоји Лигу шампиона против Јувентуса на берлинском стадиону Олимпијском стадиону. Излазио је на терен 38 пута и постао стрелац једног гола у путу до освајања трипле круне.
Дана 22. маја 2016, Алба је освојио други Куп краља у својој каријери-такође други и са Барселоном- постигавши гол у 97. минуту у финалу против Севиље после асистенције из незгодне позиције Лионела Месија, победом 2-0 Каталонци славе на стадиону Висенте Калдерон.

## Репрезентативна каријера
Алба је представљао Шпански национални фудбалски тим у 2008.- европско првенство испод 19. године, такође улази на терен у све 4 утакмице и тада Шпански национални фудбалски тим осваја златну медаљу на 2009-Медитеранске играма
Фудбалер је први пут примио позив да игра за Шпански национални фудбалски клуб 30. септембра 2011. године, за две последње квалификације против Чешке и Шкотске. Први пут је играо 11. октобра у 3-1 победи над Аликантеом у којој је асистирао саиграчу Давиду Силви. Импресионирао је Ђоана Капдевилу и ушао у прву поставу као леви бек и укључен је у тим за Летње олимпијске игре 2012. у Лондону
Алба је био део тима Висента дел Боскеа за финале у Пољској и Украјини. Асистирао је Шаби Алонсу за победу над Фудбалском репрезентацијом Француске.У финалу против Фудбалске репрезентације Италије ослонивши се на пас Чавија Ернандеза даје други гол у победи 4-0.
Алба је позван и на Куп конфедерација у фудбалу 2013. у Бразилу. Погодио је мрежу два пута у победи 3-0 над Фудбалском репрезентацијом Нигерије. Фудбалер се нашао и на Дел Босковеовом списку за Светско првенство у фудбалу 2014.. Наступао је на три утакмице, али његов тим испада и не успева да одбрани освојено првенство.

## Начин игре
Жорди Алба је талентован фудбалер са развијеном техником. Због своје брзине иако игра одбрамбену позицију левог бека може се наћи и на левом крилу. Његова тачна додавања омогућавају му улогу и у одбрани и у нападу јер може доћи са једног краја терена на други јако брзо.

## Награде

### Барселона
- Првенство Шпаније (6) : 2012/13, 2014/15, 2015/16, 2017/18, 2018/19, 2022/23.
- Куп Шпаније (5) : 2014/15, 2015/16, 2016/17, 2017/18, 2020/21.
- Суперкуп Шпаније (4) : 2013, 2016, 2018, 2022/23.
- Лига шампиона (1) : 2014/15.
- Светско клупско првенство (1) : 2015.

### Интер Мајами
- Амерички Лига куп (1) : 2023.

### Шпанија
- Европско првенство (1) : 2012.
- УЕФА Лига нација (1) : 2022/23.